# Eucithara angiostoma
Eucithara angiostoma é uma espécie de gastrópode do gênero Eucithara, pertencente à família Mangeliidae.